# Liste der Baudenkmäler in Hohenburg
Auf dieser Seite sind die Baudenkmäler in dem Oberpfälzer Markt Hohenburg zusammengestellt. Diese Tabelle ist eine Teilliste der Liste der Baudenkmäler in Bayern. Grundlage ist die Bayerische Denkmalliste, die auf Basis des Bayerischen Denkmalschutzgesetzes vom 1. Oktober 1973 erstmals erstellt wurde und seither durch das Bayerische Landesamt für Denkmalpflege geführt wird. Die folgenden Angaben ersetzen nicht die rechtsverbindliche Auskunft der Denkmalschutzbehörde.

## Ensembles

### Ensemble Marktplatz

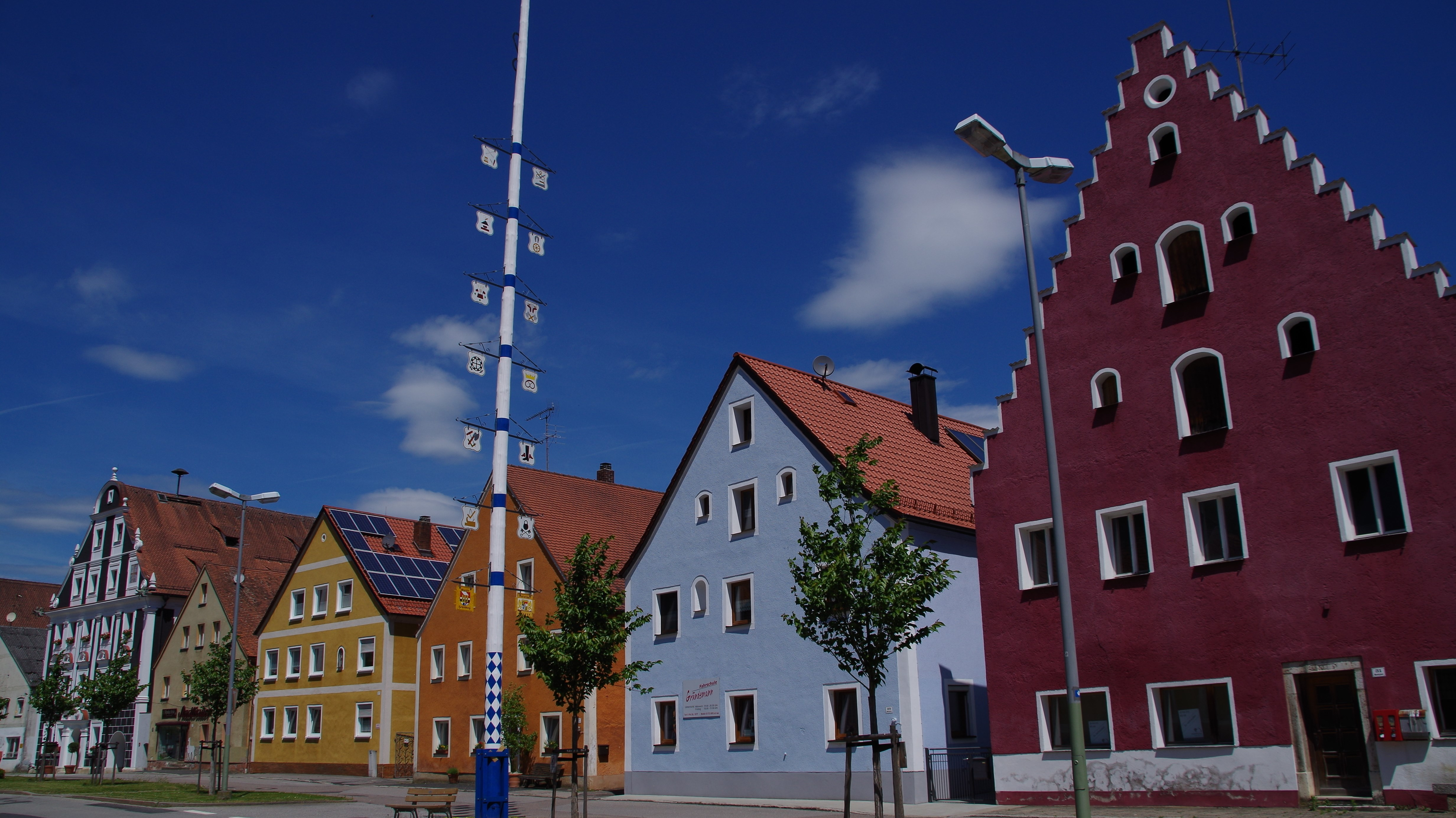

Das Ensemble umfasst den längsgestreckten, leicht gekrümmten Straßenmarkt Hohenburg mit dessen beidseitiger Bebauung bis zur ursprünglichen, den Markt im Osten, Süden und Westen befestigenden Marktmauer. Aufgrund der beschränkten geographischen Lage zwischen Lauterach und dem ansteigenden Hanggelände blieb die Geschlossenheit der Bebauung bis heute erhalten. Als Markt wurde der Ort 1383 bezeichnet, doch ist die Marktgründung wohl viel früher im Zusammenhang mit dem Übergang der Herrschaft an das Hochstift Regensburg 1248 anzusetzen. Mit dem Bau des Regensburgischen Pflegschlosses kurz nach 1600 wurde die Marktmauer im Süden durchbrochen und eine zweite Befestigungsmauer errichtet, die vom Schalenturm im Südosten der Marktbefestigung ansetzend den steilen Hang aufwärts geführt in einen Wall übergeht und hier zugleich den terrassierten Garten des Pflegschlosses einfriedet. Die meist zweigeschossigen Bürgerhäuser des 16. bis 19. Jahrhunderts sind gegen die Marktstraße giebelständig orientiert. An der Flussseite bildet das dreigeschossige Rathaus den Hauptakzent der Bebauung; schräg gegenüber tritt die Bebauungslinie zurück, um den mittelalterlichen Turm und die Flanke des barocken Langhauses der Kirche erscheinen zu lassen. Die beiden Tore der Befestigung im Osten und Westen wurden 1864 abgebrochen. Aktennummer: E-3-71-129-1.

## Ortsbefestigung
| Lage       | Objekt           | Beschreibung | Akten-Nr.             | Bild |
| ---------- | ---------------- | --- | --------------------- | ---- |
| (Standort) | Marktbefestigung | Reste der 1542 urkundlich genannten Marktbefestigung und eines Schalenturmes (Friedlturm), unregelmäßiges Bruchsteinmauerwerk, z.T. erneuert | D-3-71-129-1 Wikidata | BW   |

## Baudenkmäler nach Ortsteilen

### Hohenburg
| Lage                                                   | Objekt                                                   | Beschreibung | Akten-Nr.              | Bild                     |
| ------------------------------------------------------ | -------------------------------------------------------- | --- | ---------------------- | ------------------------ |
| Am Pfleghof 1; Am Pfleghof 2; Marktplatz 16 (Standort) | Ehemaliges Pflegschloss Hohenburg                        | Um 1600, dreigeschossiger Putzbau mit sechsseitigem Erker; Erweiterungsbau, wohl 17. Jahrhundert, später Pfründnerhaus, mit Stiftungstafel, 1900 | D-3-71-129-26 Wikidata | weitere Bilder           |
| Haagweg 2 (Standort)                                   | Wohnstallhaus                                            | 18. Jahrhundert, mit Zwerchgiebel | D-3-71-129-21 Wikidata | BW                       |
| Hammermühlstraße 5 (Standort)                          | Wohnstallhaus                                            | Wohnstallhaus mit verputztem Fachwerkgiebel, 18./19. Jahrhundert | D-3-71-129-19 Wikidata | BW                       |
| Jakobusstraße (Standort)                               | Marienbildstock                                          | Um 1800, mit halbhoher Bruchsteinmauer | D-3-71-129-32 Wikidata | Marienbildstock          |
| Marktplatz 7 (Standort)                                | Ackerbürgerhaus                                          | 17./18. Jahrhundert mit korbbogiger Toreinfahrt | D-3-71-129-15 Wikidata | BW                       |
| Marktplatz 8 (Standort)                                | Katholische Pfarrkirche St. Jakobus                      | Barocker Saalbau mit eingezogenem, dreiseitig geschlossenem Chor, 1663/64 unter Verwendung des spätgotischen, auf romanischen Mauerresten basierenden Ostturms, um 1725 Umgestaltung; mit Ausstattung | D-3-71-129-28          | weitere Bilder           |
| Marktplatz 10; Nikolaus-Erb-Straße 1 (Standort)        | Gastwirtschaft                                           | 18. Jahrhundert, Giebelbau; Nebengebäude, 19. Jahrhundert | D-3-71-129-23 Wikidata | BW                       |
| Marktplatz 12 (Standort)                               | Kindergarten St. Jakobus                                 | Um 1700, Giebelbau mit Bodenerker | D-3-71-129-24 Wikidata | Kindergarten St. Jakobus |
| Marktplatz 13 (Standort)                               | Wohnhaus                                                 | 16. Jahrhundert, Giebelbau | D-3-71-129-14 Wikidata | Wohnhaus                 |
| Marktplatz 14; Marktplatz 16 (Standort)                | Steinstadel                                              | Zugehöriger Steinstadel mit Halbwalmdach, wohl Ende 18. Jahrhundert; zwei Ausleger, 18. Jahrhundert; am Wohnhaus | D-3-71-129-2 Wikidata  | BW                       |
| Marktplatz 15 (Standort)                               | Ehemaliger Gasthof                                       | 16. Jahrhundert, Satteldachbau; rückwärtige Ökonomiegebäude teilweise mit Fachwerk, wohl 18. Jahrhundert | D-3-71-129-13 Wikidata | BW                       |
| Marktplatz 16; Marktplatz 14 (Standort)                | Gasthof Alte Post                                        | 17./18. Jahrhundert, Walmdachbau mit Bodenerker; Nebengebäude mit Fachwerkgiebel, Mitte 19. Jahrhundert | D-3-71-129-3 Wikidata  | Gasthof Alte Post        |
| Marktplatz 19 (Standort)                               | Rathaus                                                  | Um 1662, Umgestaltung und Erweiterung 1719/20, mit barocker Außengliederung, im Eingang Inschrifttafel, bezeichnet 1586, von der Hohenburg stammend | D-3-71-129-25 Wikidata | Rathaus                  |
| Marktplatz 20 (Standort)                               | Handwerkerhaus                                           | 17. Jahrhundert, mit vorgelegter Treppe | D-3-71-129-4 Wikidata  | BW                       |
| Marktplatz 22 (Standort)                               | Wohnhaus                                                 | 16./17. Jahrhundert, mit Treppengiebel | D-3-71-129-5 Wikidata  | BW                       |
| Marktplatz 26 (Standort)                               | Steinstadel                                              | Zugehöriger Steinstadel, 2. Hälfte 18. Jahrhundert, Halbwalmdachbau mit eisernen Fensterläden | D-3-71-129-6 Wikidata  | BW                       |
| Marktplatz 27 (Standort)                               | Wohnhaus                                                 | 18. Jahrhundert, Satteldachbau | D-3-71-129-12 Wikidata | BW                       |
| Marktplatz 28 (Standort)                               | Nebengebäude                                             | Zugehöriges Nebengebäude mit Fachwerkgiebel, 1. Hälfte 19. Jahrhundert | D-3-71-129-7 Wikidata  | BW                       |
| Marktplatz 31 (Standort)                               | Wohnhaus                                                 | 16. Jahrhundert, mit Treppengiebel; rückwärtige Ökonomiegebäude mit Fachwerk, am Türsturz bezeichnet 1873; drei angrenzende Schwibbögen | D-3-71-129-11 Wikidata | Wohnhaus                 |
| Marktplatz 39 (Standort)                               | Wohnhaus                                                 | Anfang 19. Jahrhundert, Satteldachbau mit rückwärtigem Fachwerkgiebel | D-3-71-129-9 Wikidata  | BW                       |
| Marktplatz 43 (Standort)                               | Wohnhaus                                                 | Bezeichnet 1878, Satteldachbau mit altem Türblatt | D-3-71-129-8 Wikidata  | BW                       |
| Mendorferbucher Straße 1 (Standort)                    | Wohnhaus                                                 | Im Kern 18. Jahrhundert | D-3-71-129-16          | BW                       |
| Mendorferbucher Straße 2 (Standort)                    | Gasthaus                                                 | Wohl 18. Jahrhundert, Walmdachbauten mit dreiseitigem Wirtschaftshof | D-3-71-129-29 Wikidata | BW                       |
| Mendorferbucher Straße 4 (Standort)                    | Friedhof                                                 | Friedhofsmauer aus verputztemBruchsteinmauerwerk, mit zinnenbekröntem Torbogen und teils mit Blendnischen, wohl 18. Jahrhundert, mit integriertem Kapellenbildstock mit flachem Walmdach, Rundbogennische und Gemälde, bezeichnet mit „1714“; verschiedene Grabmäler mit Gusseisenkreuzen, 2. Hälfte 19. Jahrhundert | D-3-71-129-30 Wikidata | BW                       |
| Mendorferbucher Straße 15 (Standort)                   | Katholische Friedhofkirche St. Salvator                  | Ende 14. Jahrhundert; mit Ausstattung | D-3-71-129-27 Wikidata | weitere Bilder           |
| Nikolaus-Erb-Straße 1 ()                               | Ehemaliges Benefiziatenhaus, jetzt Pfarrhaus             | zweigeschossiger Walmdachbaz, letztes Viertel 17. Jahrhundert, um 1930 purifizierender Umbau, um 1970 modernisiert, im Obergeschoss drei Türblätter, um 1680; ehem. Altarblatt "Hl.-Judas-Thaddäus", 2. Viertel 18. Jahrhundert                                                                                      | D-3-71-129-68          |                          |
| Nikolaus-Erb-Straße 4, 6 ()                            | Ehemaliges Forst- und Amtshaus, später auch Schulgebäude | langgestreckter, zwei- bis dreigeschossiger Satteldachbau mit Quergiebel, nördlich mit Walm, Fachwerkgiebel, um 1677–1696 (dendrochronologisch datiert), Um- und Erweiterungsbauten im 18. Jahrhundert (dendrochronologisch datiert 1782)                                                                            | D-3-71-129-88          |                          |
| Vormarkt (bei der Hammerbühlstraße) (Standort)         | Sogenannte Fuchskapelle                                  | 18. Jahrhundert; mit Ausstattung | D-3-71-129-20 Wikidata | Sogenannte Fuchskapelle  |
| Sandberg; an der Straße nach Adertshausen (Standort)   | Wegekreuz                                                | Schmiedeeisern, 19. Jahrhundert | D-3-71-129-34 Wikidata | BW                       |
| am Ortsausgang nach Allersburg (Standort)              | Sühnekreuz                                               | Wohl spätmittelalterlich | D-3-71-129-33          | weitere Bilder           |

### Adertshausen
| Lage                                                                               | Objekt                            | Beschreibung                                                          | Akten-Nr.              | Bild           |
| ---------------------------------------------------------------------------------- | --------------------------------- | --------------------------------------------------------------------- | ---------------------- | -------------- |
| Adertshausen 20 (Standort)                                                         | Pfarrhaus                         | Walmdachbau, 18./19. Jahrhundert; Wirtschaftsbau, 18./19. Jahrhundert | D-3-71-129-37 Wikidata | BW             |
| Adertshausen 21 (Standort)                                                         | Katholische Pfarrkirche St. Peter | 1889, unter Beibehaltung des gotischen Turmes; mit Ausstattung        | D-3-71-129-38 Wikidata | weitere Bilder |
| An der Straße nach Allertshofen, etwa 2 Kilometer vom Ortsrand entfernt (Standort) | Steinkreuz                        | Wohl spätmittelalterlich                                              | D-3-71-129-39          | BW             |

### Aicha
| Lage               | Objekt     | Beschreibung             | Akten-Nr.              | Bild       |
| ------------------ | ---------- | ------------------------ | ---------------------- | ---------- |
| Aicha 1 (Standort) | Bauernhaus | Bezeichnet 1813 und 1821 | D-3-71-129-40 Wikidata | Bauernhaus |

### Allersburg
| Lage                                     | Objekt                              | Beschreibung | Akten-Nr.              | Bild           |
| ---------------------------------------- | ----------------------------------- | --- | ---------------------- | -------------- |
| Allersburg 3 (Standort)                  | Ehemaliger Pfarrhof                 | Walmdachbau, um 1615, Hofeinfahrt mit Steinpfeilern | D-3-71-129-42 Wikidata | BW             |
| Allersburg 16 (Standort)                 | Schmalzmühle                        | Walmdachbau, um 1750, Anbauten bezeichnet 1854 und 1878 | D-3-71-129-43 Wikidata | BW             |
| Allersburg 24 (Standort)                 | Inschrifttafel                      | Bezeichnet 1795, wohl vom Schloss | D-3-71-129-44 Wikidata | BW             |
| Allersburg 34; Allersburg 32a (Standort) | Katholische Pfarrkirche St. Michael | Gotisch, spätere Veränderungen; mit Ausstattung; ehemaliger Karner, romanisch, später zu Leonhardskapelle und neuerdings zu Leichenhaus umgebaut; Reste der Umfassungsmauer und des ehemaligen Wehrgangs der Friedhofsbefestigung, mittelalterlich | D-3-71-129-41 Wikidata | weitere Bilder |
| Ehemals Weiherhaus (Standort)            | Mauer- und Grabenreste              | Wohl mittelalterlich; südwestlich des Ortes | D-3-71-129-46 Wikidata | BW             |
| In Allersburg (Standort)                 | Wirtschaftsbau                      | Ehemals zum Schloss gehöriger Wirtschaftsbau, im Kern 17. Jahrhundert | D-3-71-129-45 Wikidata | BW             |

### Berghausen
| Lage                     | Objekt               | Beschreibung                             | Akten-Nr.              | Bild |
| ------------------------ | -------------------- | ---------------------------------------- | ---------------------- | ---- |
| (Standort)               | Kapelle              | 1848; mit Ausstattung                    | D-3-71-129-47 Wikidata | BW   |
| Berghausen 18 (Standort) | Ehemaliges Pfarrhaus | Walmdachbau, am Türsturz bezeichnet 1865 | D-3-71-129-48 Wikidata | BW   |

### Egelsheim
| Lage                   | Objekt                 | Beschreibung                                                        | Akten-Nr.              | Bild           |
| ---------------------- | ---------------------- | ------------------------------------------------------------------- | ---------------------- | -------------- |
| Egelsheim 4 (Standort) | Dreifaltigkeitskapelle | Im Kern 1. Hälfte 18. Jahrhundert, bezeichnet 1873; mit Ausstattung | D-3-71-129-49 Wikidata | weitere Bilder |

### Friebertsheim
| Lage                                        | Objekt        | Beschreibung        | Akten-Nr.              | Bild           |
| ------------------------------------------- | ------------- | ------------------- | ---------------------- | -------------- |
| Friebertsheim 4; Friebertsheim 7 (Standort) | Bildstock     | 19. Jahrhundert     | D-3-71-129-51          | Bildstock      |
| Friebertsheim 5 (Standort)                  | Marienkapelle | 19./20. Jahrhundert | D-3-71-129-50 Wikidata | weitere Bilder |

### Hammermühle
| Lage                           | Objekt      | Beschreibung                                                        | Akten-Nr.              | Bild |
| ------------------------------ | ----------- | ------------------------------------------------------------------- | ---------------------- | ---- |
| Hammermühlstraße 32 (Standort) | Walmdachbau | Am Türsturz bezeichnet 1850; Steinstadel, 1. Hälfte 18. Jahrhundert | D-3-71-129-18 Wikidata | BW   |

### Lammerthal
| Lage                                    | Objekt                                   | Beschreibung                                                           | Akten-Nr.              | Bild |
| --------------------------------------- | ---------------------------------------- | ---------------------------------------------------------------------- | ---------------------- | ---- |
| Auf der Lüß; Egelsheimer Weg (Standort) | Kapellenbildstock Heilige Dreifaltigkeit | 19. Jahrhundert, 1967 erneuert; in Unterlammerthal                     | D-3-71-129-53 Wikidata | BW   |
| Lammerthal 1 (Standort)                 | Marienkapelle                            | Anfang 20. Jahrhundert, neugotisch; mit Ausstattung; in Oberlammerthal | D-3-71-129-52 Wikidata | BW   |

### Malsbach
| Lage                  | Objekt                          | Beschreibung                                                                                              | Akten-Nr.     | Bild |
| --------------------- | ------------------------------- | --- | ------------- | ---- |
| Malsbach 4 ()         | Wohnstallhaus                   | eingeschossiger Satteldachbau, Stallteil massiv gewölbt, 17. Jahrhundert; Kleinscheune; Einfriedungsmauer | D-3-71-129-69 |      |
| Malsbach 5 (Standort) | Kapelle Zum gegeißelten Heiland | 18. Jahrhundert; mit Ausstattung                                                                          | D-3-71-129-54 | BW   |

### Mendorferbuch
| Lage                        | Objekt   | Beschreibung                            | Akten-Nr.              | Bild     |
| --------------------------- | -------- | --------------------------------------- | ---------------------- | -------- |
| Pucher Straße 13 (Standort) | Gasthaus | 18./19. Jahrhundert, Krüppelwalmdachbau | D-3-71-129-55 Wikidata | Gasthaus |

### Ödenwöhr
| Lage                   | Objekt | Beschreibung                            | Akten-Nr.              | Bild |
| ---------------------- | ------ | --------------------------------------- | ---------------------- | ---- |
| Ransbach 11 (Standort) | Mühle  | 17./18. Jahrhundert, Krüppelwalmdachbau | D-3-71-129-57 Wikidata | BW   |

### Ransbach
| Lage                   | Objekt                       | Beschreibung                                                                               | Akten-Nr.              | Bild           |
| ---------------------- | ---------------------------- | ------------------------------------------------------------------------------------------ | ---------------------- | -------------- |
| Ransbach 1 (Standort)  | Gasthaus                     | Walmdachbau, frühes 19. Jahrhundert                                                        | D-3-71-129-58 Wikidata | BW             |
| Ransbach 17 (Standort) | Fachwerkstadel               | Zugehöriger Fachwerkstadel, 18./19. Jahrhundert                                            | D-3-71-129-60 Wikidata | BW             |
| Ransbach 40 (Standort) | Katholische Kirche St. Peter | Barockbau; mit Ausstattung; Friedhofsmauer aus Bruchstein mit Torbau, wohl 18. Jahrhundert | D-3-71-129-61 Wikidata | weitere Bilder |

### Schallermühle
| Lage                                               | Objekt        | Beschreibung                                                                                          | Akten-Nr.              | Bild |
| -------------------------------------------------- | ------------- | --- | ---------------------- | ---- |
| Schallermühle 1; Vormarkt 6; Vormarkt 8 (Standort) | Schallermühle | Steinstadel mit Relief, 16./17. Jahrhundert; Fachwerkstadel, bezeichnet 1829, im Kern 18. Jahrhundert | D-3-71-129-17 Wikidata | BW   |

### Schwarzmühle
| Lage                       | Objekt            | Beschreibung          | Akten-Nr.              | Bild |
| -------------------------- | ----------------- | --------------------- | ---------------------- | ---- |
| Am Untern Aicha (Standort) | Herz-Jesu-Kapelle | 1922; mit Ausstattung | D-3-71-129-62 Wikidata | BW   |

### Spieshof
| Lage                    | Objekt                                    | Beschreibung | Akten-Nr.              | Bild           |
| ----------------------- | ----------------------------------------- | --- | ---------------------- | -------------- |
| In Spieshof (Standort)  | Kapellenbildstock Zum gegeißelten Heiland | 18./19. Jahrhundert | D-3-71-129-63 Wikidata | weitere Bilder |
| Vordere Zell (Standort) | Burgruine Roßstein                        | Von der Anlage des 14./15. Jahrhundert Teile der Umfassungsmauer, des Zwingers und des turmartigen Wohnbaus erhalten, seit Mitte 16. Jahrhundert Ruine | D-3-71-129-64 Wikidata | weitere Bilder |

### Stettkirchen
| Lage                      | Objekt                                         | Beschreibung | Akten-Nr.              | Bild           |
| ------------------------- | ---------------------------------------------- | --- | ---------------------- | -------------- |
| Stettkirchen 1 (Standort) | Katholische Wallfahrtskirche Mariä Heimsuchung | Kompakter Saalbau mit eingezogenem, dreiseitig geschlossenem Chor, im nördlichen Chorwinkel mächtiger Turm mit Glockendach, an der Südseite romanisches Rundbogenportal und Vorzeichen, spätgotisch mit Einbeziehung romanischer Mauerteile, 1656 nach Westen verlängert, 1691 Chorumbau; mit Ausstattung | D-3-71-129-65 Wikidata | weitere Bilder |
| Stettkirchen 2 (Standort) | Ehemaliges Pfarrhaus                           | Walmdachbau, 18./19. Jahrhundert | D-3-71-129-66 Wikidata | BW             |

## Ehemalige Baudenkmäler
In diesem Abschnitt sind Objekte aufgeführt, die früher einmal in der Denkmalliste eingetragen waren, jetzt aber nicht mehr. Objekte, die in anderem Zusammenhang also z. B. als Teil eines Baudenkmals weiter eingetragen sind, sollen hier nicht aufgeführt werden. Aktennummern in diesem Abschnitt sind ehemalige, jetzt nicht mehr gültige Aktennummern.

| Lage                                            | Objekt              | Beschreibung                                          | Akten-Nr.              | Bild               |
| ----------------------------------------------- | ------------------- | ----------------------------------------------------- | ---------------------- | ------------------ |
| Hohenburg Marktplatz 4; Marktplatz 8 (Standort) | Wohnhaus            | Anfang 19. Jahrhundert, Fachwerkgiebel                | D-3-71-129-22 Wikidata | BW                 |
| Adertshausen Haus Nr. 9 (Standort)              | Ehemaliges Gasthaus | 18. Jahrhundert, Krüppelwalmdachbau; neben der Kirche | D-3-71-129-36 Wikidata | BW                 |
| Mendorferbuch Talblick 4 (Standort)             | Wirtschaftsgebäude  | 18. Jahrhundert, Krüppelwalmdachbau                   | D-3-71-129-56 Wikidata | Wirtschaftsgebäude |